# Sky Lease Cargo
Sky Lease Cargo, zuvor Tradewinds Airlines, ist eine US-amerikanische Charter-Frachtfluggesellschaft mit Sitz in Greensboro.

## Geschichte
Die Gesellschaft wurde 1969 als Wrangler Aviation gegründet und startete ihr operatives Geschäft mit einer Lockheed Constellation. Der Name Tradewinds Airlines wurde 1991 angenommen und etwa 2010 durch den heutigen ersetzt. Die Sky Lease Cargo steht wie auch die ehemalige Schwestergesellschaft Centurion Air Cargo unter der Kontrolle von Alfonso Conrado Rey, wozu bis ins Jahr 2012 auch die Cielos Airlines in Peru gehörte.
Im November 2015 war eine Boeing 747, registriert bei Centurion, aber möglicherweise betrieben durch Sky Lease Cargo, in Brasilien von einem Gericht beschlagnahmt worden. Vor diesem Zwischenfall, im Juni 2015, hatte die Flotte aus neun Flugzeugen, vier Jumbos und fünf MD-11 bestanden.

## Flotte

### Aktuelle Flotte
Mit Stand April 2021 besteht die Flotte der Sky Lease Cargo aus zwei Frachtflugzeugen mit einem Durchschnittsalter von 17,7 Jahren:

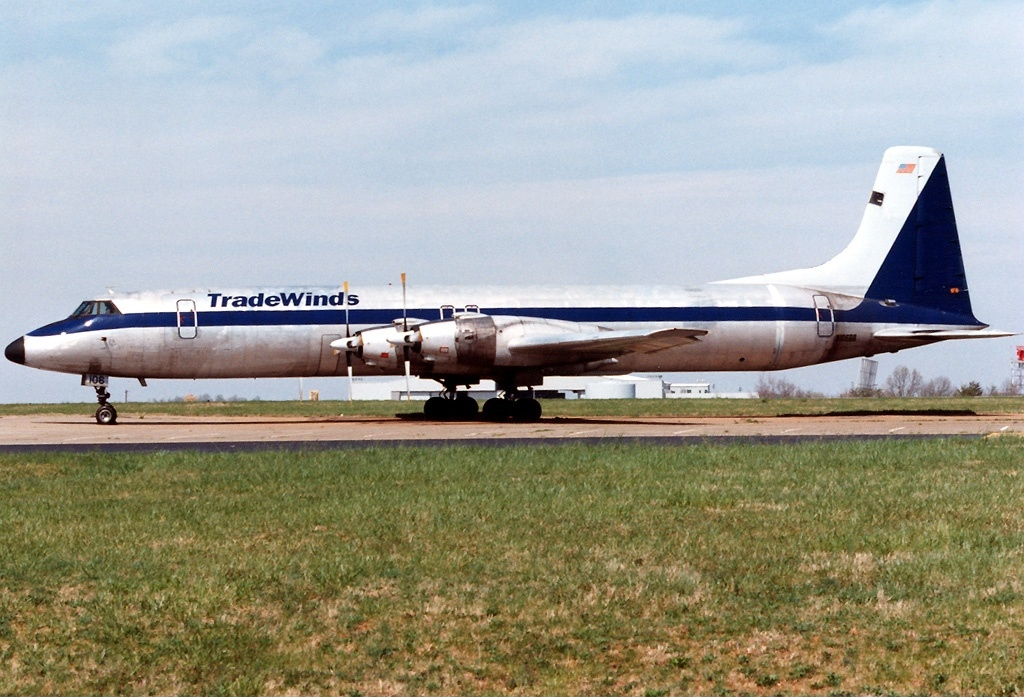
Canadair CL-44 der Tradewinds Airlines, April 1993

| Flugzeugtyp         | Anzahl | bestellt | Anmerkungen | Durchschnittsalter (April 2021) |
| ------------------- | ------ | -------- | ----------- | ------------------------------- |
| Boeing 747-400F(ER) | 2      |          |             | 17,7 Jahre                      |
| Gesamt              | 2      |          |             | 17,7 Jahre                      |

### Ehemalige Flugzeugtypen
In der Vergangenheit setzte Sky Lease Cargo unter ihren verschiedenen Namen außerdem folgende Flugzeugtypen ein:
- Airbus A300B4-200(F)[5]
- Boeing 747-200
- Canadair CL-44
- Lockheed L-1011 TriStar
- McDonnell Douglas MD-11F

## Zwischenfälle

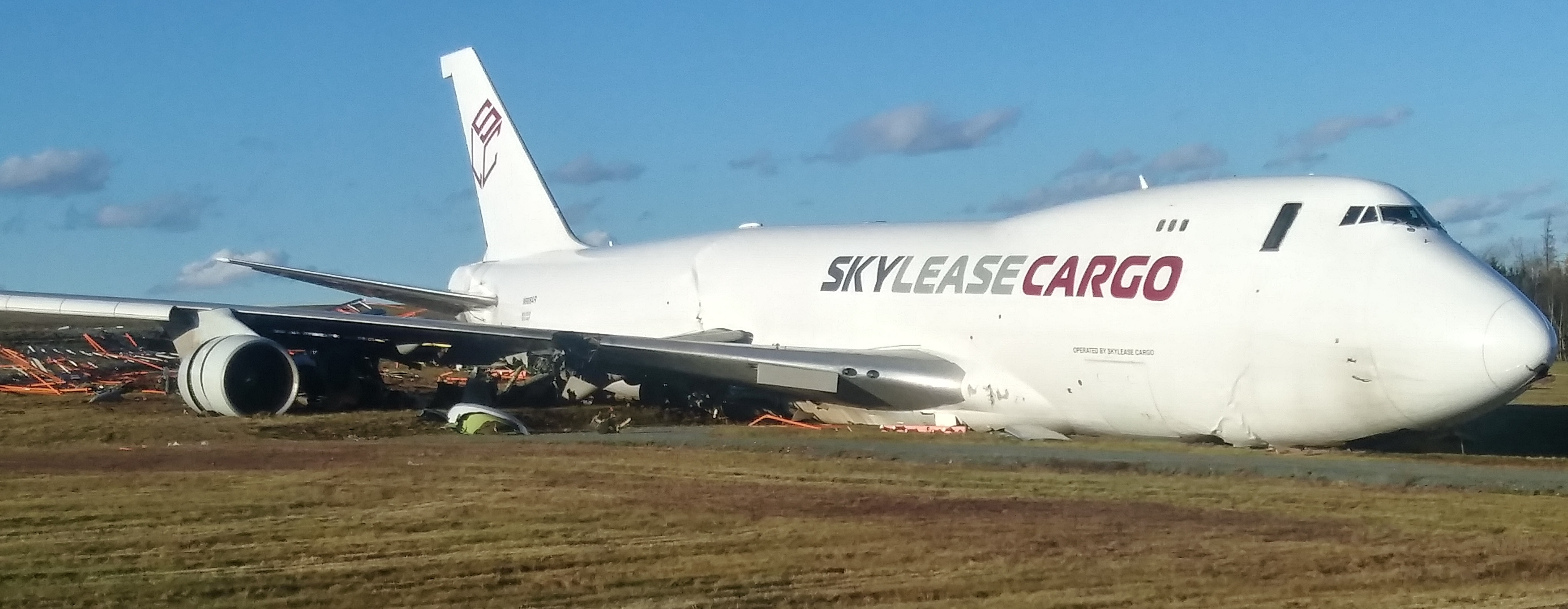
Die betroffene Boeing 747-400F (Luftfahrzeugkennzeichen N908AR)

Am 7. November 2018 überrollte eine Boeing 747-400F der Sky Lease Cargo (Luftfahrzeugkennzeichen N908AR) bei der Landung auf dem Flughafen Halifax (Nova Scotia) das Ende der 2347 Meter langen Landebahn 14 um 210 Meter. Die Landung erfolgte bei leichtem Regen und einer Rückenwindkomponente von 8 Knoten. Die vierköpfige Besatzung des Frachters wurde nur leicht verletzt, die Maschine jedoch irreparabel beschädigt.